# (34343) 2000 QU227
2000 QU227 (asteroide 34343) é um asteroide da cintura principal. Possui uma excentricidade de 0.02343990 e uma inclinação de 2.41851º.
Este asteroide foi descoberto no dia 31 de agosto de 2000 por LINEAR em Socorro.